# 12246 Pliska
12246 Pliska este un asteroid din centura principală de asteroizi.

## Descriere
12246 Pliska este un asteroid din centura principală de asteroizi. A fost descoperit pe 11 septembrie 1988 la Smolyan de Violeta G. Ivanova. Asteroidul prezintă o orbită caracterizată de o semiaxă mare de 2,32 ua, o excentricitate de 0,12 și o înclinație de 6,0° în raport cu ecliptica.